# Derde orde

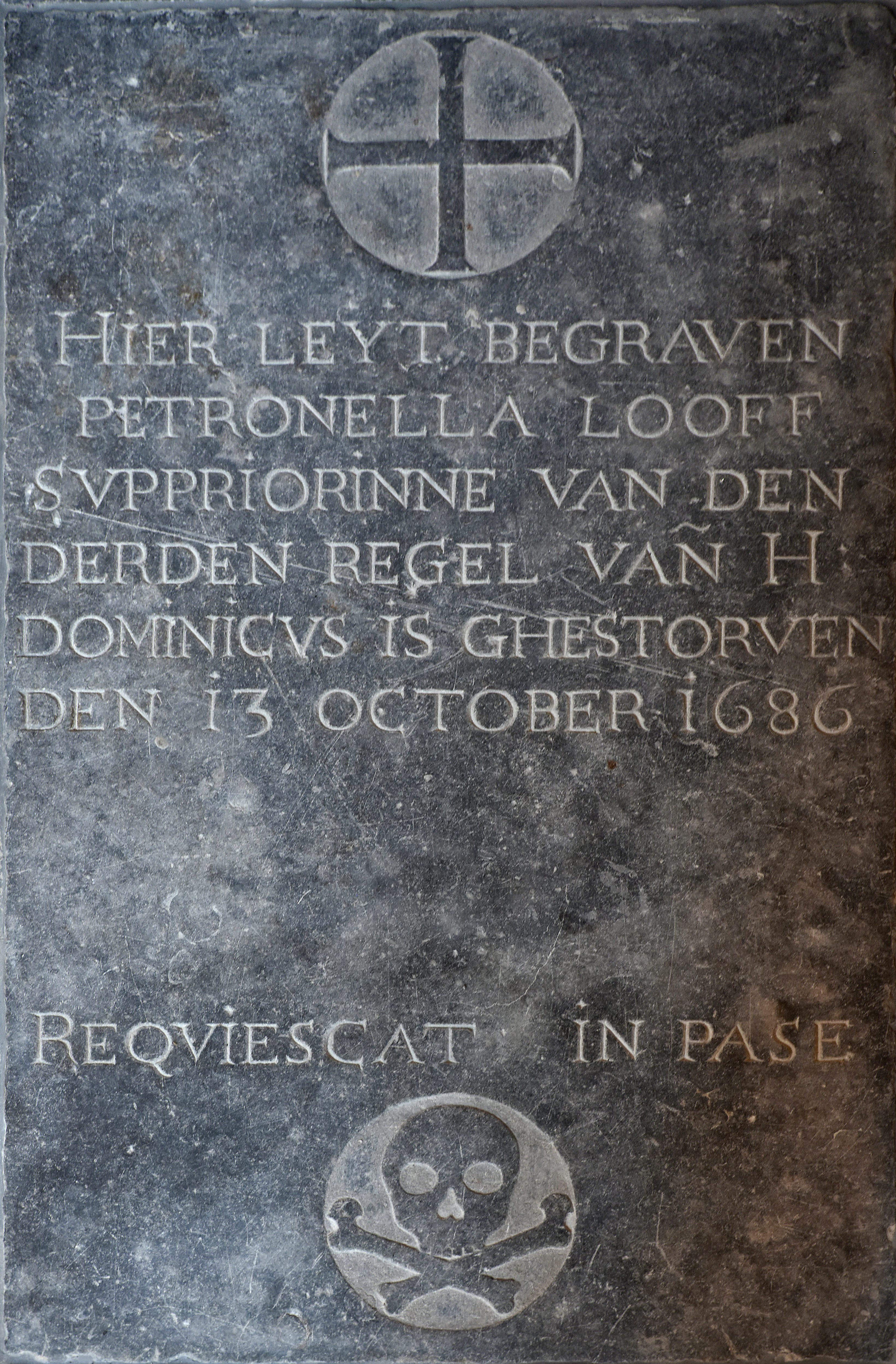
Grafsteen van een vrouwelijke tertiaris in een dominicanenklooster in Mechelen, het Predikheren

De derde orde is een niveau binnen een kloosterorde in de Rooms-Katholieke, Anglicaanse of Evangelisch-Lutherse Kerk. Leden van een derde orde worden tertiarissen of tertiaressen (vrouwelijk) genoemd. De eerste orde van de ordenfamilie bestaat uit mannelijke religieuzen die de gewone kloostergeloften hebben afgelegd. De tweede orde is de vrouwelijke tak. De derde orde omvat niet-gewijde gelovigen (leken) die leven volgens een zogenaamde 'derde regel'. 

## Regulieren en seculieren
De derde orde wordt verdeeld in een reguliere en een seculiere tak. 

### Reguliere derde orde
Reguliere derde-ordeleden leven in conventen. Zij leggen geloften af (de "derde regel"), die echter minder streng zijn dan die van de eerste en tweede orde. Leden van de derde orde verschillen voor het oog van de wereld niet veel van andere kloosterlingen. Ze worden aangeduid als broeders en zusters.
De meeste tertiarissenkloosters in de Zuidelijke Nederlanden werden na de komst van de Fransen in 1794 opgeheven en niet meer heropgericht. In de Noordelijke Nederlanden waren deze kloosters al als gevolg van de Reformatie verdwenen. Voorbeelden zijn: de Broeders van het Gemene Leven in Deventer (en andere plaatsen), het Sint-Paulusbroederklooster in Amsterdam, het Catharinaklooster in Gouda, het Klooster Bethlehem in Utrecht, de Beyart en het Faliezustersklooster in Maastricht, het Bogaardenklooster in Brussel en het Grauwzustersklooster in Lo.

### Seculiere derde orde
Leden van een seculiere derde orde leven in de wereld. Sommigen hebben een eigen huis, baan en gezin. Seculiere leden leggen in het algemeen ook een plechtige belofte af, maar geen kloostergeloften. De bloeitijd van deze kerkelijke verenigingen lag in de eerste helft van de 20e eeuw. Derde-ordeverenigingen waren een belangrijk steunpunt voor katholieken in de verzuilde stedelijke samenleving. Meestal waren er onderafdelingen voor mannen, vrouwen, jongens en meisjes, vaak geleid door franciscanen. Activiteiten bestonden uit gezamenlijke missen, bedevaarten, retraites en ontspanning. In Maastricht hadden derde-ordeverenigingen in de jaren 1930 meer dan duizend leden, die bijeenkwamen in het Derde-Ordegebouw aan de Patersbaan, naast het Derde Minderbroedersklooster (geen derde-ordeklooster!). Het gebouw bezat een eigen bibliotheek en toneelaccommodatie ('Kleine Comedie').

## Franciscaanse en andere orden
De franciscanen kennen de meeste omvangrijke derde orde in België en Nederland. Deze tertiarissen volgen de derde regel van Franciscus van Assisi  en omvatten naast broeder- en zusterkloosters ook lekengemeenschappen die zich tot de franciscaanse spiritualiteit aangetrokken voelden. In de 15e eeuw werden veel gemeenschappen van begijnen en begarden omgezet in franciscaanse tertiarissenkloosters, zoals de grauwzusters, faliezusters en annunciaten. De meeste van deze kloosters bestaan niet meer, hoewel er in de 19e en 20e eeuw ook nieuwe kloosters binnen de reguliere tak van de Derde Orde van Sint-Franciscus (T.O.R.) zijn opgericht. De seculiere derde orde van de franciscanen wordt Orde van Franciscaanse Seculieren (O.F.S.) genoemd.
Het archief (1851-1976) van de Derde Orde van de Franciscanen wordt beheerd door het Katholiek Documentatie Centrum in Nijmegen.
Er is ook een derde orde bij de augustijnen (o.a. alexianen, zwartzusters en visitandinnen), benedictijnen (humiliaten en celestijnen), dominicanen en de karmelieten.
Binnen de oecumenische gemeenschappen wordt onder andere de Gemeenschap van Taizé beschouwd als een derde orde.